# Russelia trachypleura
Russelia trachypleura är en grobladsväxtart som beskrevs av Robinson. Russelia trachypleura ingår i släktet Russelia och familjen grobladsväxter. Inga underarter finns listade i Catalogue of Life.